# Andenoniscus silvaticus
Andenoniscus silvaticus là một loài chân đều trong họ Philosciidae. Loài này được Verhoeff miêu tả khoa học năm 1941.